# Elvira Hoffmann
Elvira Hoffmann (* 2. Mai 1941 in Dahlbruch, Kreis Siegen-Wittgenstein) ist eine deutsche Schriftstellerin, Journalistin und Sachbuchautorin.
Ihr bislang erfolgreichstes Werk, der Jugendroman Ausstieg verpasst, schildert auf der Grundlage umfangreicher Recherchen die Drogenkarriere einer aus kleinbürgerlichen Verhältnissen stammenden jungen Frau. Der Erzählband Sand im Getriebe setzt sich mit der Frage auseinander, ob bzw. inwieweit christlicher Glaube noch Orientierung sein kann. In Frauke, das Mädchen am Meer nebst der Fortsetzung Wiedersehen am Meer zeichnet die Autorin ein sensibles Porträt der pubertierenden Heldin und ihres norddeutschen Milieus. In ihren Kinder- und Jugendbüchern geht Elvira Hoffmann sensibel auf die Sprache und Gefühlswelt junger Leser ein. Ihre ebenso unterhaltsamen wie anschaulichen Sachbücher über pferdebezogene Berufe und über den Trendsport Inline-Skating zeigen das journalistische Talent der Autorin, die für mehrere Zeitungen tätig war. In ihrem Roman Getrennt so nah erzählt sie von einer deutsch-deutschen Freundschaft in den Jahrzehnten vor der Wiedervereinigung.
Übersetzungen ihrer Werke sind in den Niederlanden, Portugal, Griechenland und Brasilien erschienen. Ihr Kinderbuch Tragen Füchse Trainingshosen? oder Die Müllaktion erschien in einer Hörspielbearbeitung bei Europa (Hörspiel-Label). Elvira Hoffmann lebt in Lüdenscheid.

## Werke (Auswahl)
- Abenteuer mit zwei Pferdestärken – 6 Wochen in Richtung Norden, Balve 1981
- Ausstieg verpasst – Süßer Traum von bösen Blumen. Roman, München 1981; Neuausgaben: München 1986; Gütersloh 1989; München 1998 (unter dem Titel Süßer Traum von bösen Blumen); niederländische Ausgabe: Voor afkicken te laat, Den Haag 1983, erneut 1985
- Begegnung mit Christian, München/Wien 1979; brasilianische Ausgabe: Encontro com Cristian, São Paulo 1980; niederländische Ausgabe: Klarinet ontmoet trompet, Haarlem 1981
- Brummis, Pudel und Elendswürstchen, München 1995
- Einer zu viel (Reihe „Das Internat am Genfer See“, Bd. 10), München 1998
- Frauke, das Mädchen am Meer, München/Wien 1977
- Das gestohlene Pony, Balve 1981
- Getrennt so nah – West-östliche Scherenschnitte. Roman, Hamburg 2016, ISBN 978-3-7345-2275-8 (Paperback), ISBN 978-3-7345-2276-5 (Hardcover), ISBN 978-3-7345-2277-2 (E-Book)
- Heimweh ist erlaubt, München/Wien 1978
- Ingas Freund von gegenüber, München/Wien 1981
- Mein Hobby, mein Beruf: Aus Liebe zum Pferd, Balve 1980
- Mit einem Hund durch dick und dünn, München / Wien / Zürich / Hollywood (Florida) 1984, Neuausgabe München 1987
- Sand im Getriebe – Geschichten von heute, Neukirchen-Vluyn 1984
- Tragen Füchse Trainingshosen? oder Die Müllaktion (Reihe „Pizzabande“, Bd. 4), München/Wien/Hollywood (Florida) 1984, Neuausgabe München 1991 (im Sammelband „Die Pizzabande als Umweltschützer“); niederländische Ausgabe: Dragen vossen trainingsbroeken? Apeldoorn 1993; griechische Ausgabe: Athen 1995
- Traumhaftes Inline-Skating – Ein Lehrbuch (Mitautor: Matthias Hoffmann; in Zusammenarbeit mit dem Deutschen Rollsport-Bund e. V.), Düsseldorf 1997
- Wie erzieht man eine Tante? Wuppertal 1982
- Wiedersehen am Meer, München / Wien 1977, Neuausgabe München/Wien/Zürich 1985
- Zwei gegen die Tunnelbande, München / Wien 1979